# In a Hempen Bag
In a Hempen Bag è un cortometraggio muto del 1909 scritto e diretto da David W. Griffith. Prodotto e distribuito dalla Biograph Company, il film - girato a Edgewater, New Jersey - uscì nelle sale cinematografiche USA il 16 dicembre 1909.

## Trama
Una donna decide di ammazzare il gatto di casa chiudendolo in una borsa e affidandola al giardiniere per buttarla nel fiume. I bambini, che scoprono lì dentro il loro gatto prigioniero, lo liberano mentre la bambinaia che è stata licenziata perché beveva, decide di vendicarsi, mettendo il neonato nella borsa. Il vecchio giardiniere, che è sordo, non si accorge di nulla e va al fiume con la borsa. Sulla strada incontra alcuni monelli che gli chiedono la borsa per esercitarsi a sparare. A casa, la madre si accorge della sparizione del bambino e, intuendo quello che è accaduto, si precipita al fiume per fermare il giardiniere.
Trama completa di Moving Picture World synopsis in (EN)  su IMDb

## Produzione
Il film fu prodotto dalla Biograph Company.

## Distribuzione
Distribuito dalla Biograph Company, il film - un cortometraggio di 139 metri - uscì nelle sale statunitensi il 16 dicembre 1909. Nelle proiezioni, veniva programmato con il sistema dello split reel, accorpato in un'unica bobina con un altro cortometraggio prodotto dalla Biograph e diretto da Griffith, il drammatico The Test.